# باري هيوز
باري هيوز (بالإنجليزية: Barry Hughes)‏ هو لاعب كرة قدم ومدرب كرة قدم بريطاني، ولد في 31 ديسمبر 1937 في ويلز في المملكة المتحدة. لعب مع وست بروميتش ألبيون.